# Emanuele Grazzi
Emanuele Grazzi (Firenze, 30 maggio 1891 – Roma, 7 settembre 1961) è stato un diplomatico, scrittore e traduttore italiano.

## Biografia
Emanuele Grazzi era figlio di Teresa Barsanti e Vittorio Grazzi. Nel novembre del 1911 si laureò in Giurisprudenza all'Università di Pisa. L'11 settembre 1934 sposò a Firenze Anna Cocchi. Si sposò una seconda volta l'11 aprile 1942 a Roma con Renata Maria Polito.

### Carriera diplomatica
Il 31 luglio 1912 entrò nel servizio diplomatico e fu nominato ufficiale consolare. Il 7 agosto 1912 fu inviato a Tunisi e dal 20 luglio 1913 fu nominato vice console di seconda classe. Nel 1915 si arruolò nell'esercito italiano, servì come ufficiale di artiglieria nella prima guerra mondiale, e fu decorato con la Croce di guerra al valor militare. Su richiesta dell'Addetto militare italiano all'Aia, alla fine del 1916 fu inviato a Rotterdam per svolgere il delicato compito di servizio di informazione politico-militare. Nel 1918 fu delegato al Comitato economico interalleato a Helsinki e stabilì i contatti con il governo finlandese, che portarono il 27 giugno 1919 al riconoscimento del nuovo stato finlandese da parte del Regno d'Italia.
Nel 1919 fu assegnato al commissariato politico in Germania e nel 1920 divenne console a Berlino. Nel 1922 fu console a Florianópolis, nel 1925 a Tolosa e nel 1927 console generale a New York. Dal 1933 al 1934 fu ministro plenipotenziario a Città del Guatemala. Dall'ottobre 1934 fu posto a capo della Direzione generale stampa estera del neo costituito sottosegretariato per la Stampa e Propaganda, guidato da Galeazzo Ciano e, nel 1935, quando il sottosegretariato fu elevato a ministero, vi assunse la carica di direttore generale. Nel 1936 venne nominato direttore generale per gli affari trans-oceanici e nel 1937 direttore generale del dipartimento politico del ministero degli Affari esteri.
Dal 19 aprile 1939 al 7 novembre 1940 fu ministro plenipotenziario ad Atene; accettò questo incarico con titubanza, giacché non si reputava esperto di questioni balcaniche. La sua missione coincise con un peggioramento dei rapporti tra Roma e Atene a causa del timore di un attacco italiano che aveva assalito i Greci dopo che, il 7 aprile 1939, era iniziata l'occupazione dell'Albania. Grazzi fece il possibile per mantenere pacifiche le relazioni tra i due paesi, ma l'ambizione di Mussolini e Ciano glielo impedì. Il 28 ottobre 1940 guidò fino alla residenza di Ioannis Metaxas a Kifisià, un sobborgo di Atene, e alle tre del mattino gli consegnò l'ultimatum di Benito Mussolini chiedendo la piena libertà di movimento militare in Grecia.
(Ioannis Metaxas)
(Emanuele Grazzi)
(Ioannis Metaxas)
Questo Non, in greco ochi, ha dato alla festa nazionale greca del 28 ottobre il nome di Giorno del No (Το όχι). Nonostante non fosse colpevole del disastro ellenico, venne pubblicamente additato da alcuni settori del regime come uno dei responsabili e, di conseguenza, rimase inattivo per circa un anno e mezzo. Nel maggio del 1943 tornò a prestare servizio al Ministero degli Esteri nel quadro di una riorganizzazione dello stesso seguita all'esautorazione di Ciano. Nel luglio del 1943 fu nominato ministro plenipotenziario a Belgrado; nella capitale serba, dopo la caduta di Mussolini, fu contattato da Draža Mihajlović, comandante dei cetnici, nell'ipotesi che gli italiani rompessero l'alleanza con la Germania.
Il 16 settembre 1943 aderì alla Repubblica sociale italiana, che lo nominò ministro plenipotenziario a Budapest il 30 settembre 1943, dove non giunse mai, e a metà ottobre 1943 fu dimesso dall'incarico per "infedeltà" al regime. Nei mesi successivi soggiornò a Venezia, dove i tedeschi lo sottoposero a vigilanza. Dopo la guerra riuscì a dimostrare la sua non reale adesione alla RSI e fu reintegrato nel ruolo. Nel dicembre del 1947 fu messo in pensionamento col rango di inviato straordinario e ministro plenipotenziario. In seguito collaborò, scrivendo articoli, con diversi giornali, tra cui Il Giornale d'Italia e la Gazzetta del Popolo, e alcune riviste. Pubblicò anche alcune traduzioni dall'inglese.

## Opere
- Emanuele Grazzi (a cura di), Il principio della fine: l'impresa di Grecia, Roma, Faro, 1946.[12]

Traduzioni
- Robert Louis Stevenson, Rapito ovvero memorie delle avventure di Davide Balfourn nell'anno 1751, in Romanzi e racconti, Casini, 1950.
- Nigel Morland, La criminologia scientifica, Casini, 1953. (Con L. Villari)
- Oscar Wilde, Il ritratto di Dorian Gray ed altri racconti, Amici del libro-Book club italiano del libro del mese, 1958.
- Charles Dickens, Cinque racconti di Natale, in Opere complete di Charles Dickens, Casini, 1959.